# Kaufhaus des Westens
«КаДеВе» (нім. Kaufhaus des Westens (KaDeWe) — дослівно «Універмаг Заходу») — універсальний магазин в Берліні, один з найбільших універмагів Європи.

## Загальні відомості
Торгова площа універмагу займає понад 60 тис. м², а номенклатура товарів перевищує 380 000. Щодня його відвідує 40-50 тис. відвідувачів. Їх обслуговують понад 2000 співробітників.

## Історія
Магазин був побудований у 1907 році за проектом архітектора Йоханна Еміля Шаудта (Johann Emil Schaudt (1871—1957)) на замовлення берлінського комерсанта Адольфа Яндорфа (Adolf Jandorf). На ті часи це був грандіозний п'ятиповерховий магазин з торговою площею близько 24 тис. м². У 1910 році Тауентцінштрассе, звичайна житлова вулиця, на якій було побудовано універмаг, перетворюється на один з найвідоміших бульварів Берліна. Магазин був добудований в 1929—1930 роках (архітектори Шаудт і Стрьомінг). У 1943 році магазин було зруйновано, але 3 липня 1950 року 180 000 берлінців відсвяткували відновлення його роботи. У 1956 році магазин став Меккою гурманів, коли відкрився поверх делікатесів. Чергова реконструкція була здійснена в 1976—1978 роках — тоді торгова площа збільшилась до 44 тис. м². Результатом реконструкції 1990-х років є семиповерхова будівля з торговельною площею понад 60 тис. м².

## Сучасність
Слоган магазину «Kommen Sie, schauen Sie, stauen Sie!» (Приходьте, дивіться, дивуйтеся!) не змінюється вже понад століття. Надзвичайно великий вибір товарів пропонується відділами універмагу, розташованими на восьми рівнях. Цокольний поверх — парфумерія, а також «Люксбульвар», на якому розмістились магазини «Louis Vuitton», «Dior», «Gucci», «Chanel», «Bvlgari», «Cartier» і «Montblanc», перший поверх — чоловічий одяг, другий — жіночий одяг, третій поверх — білизна, товари для здоров'я, дитячий відділ, четвертий поверх — інтер'єр і дизайн, п'ятий поверх — відділ електроніки, мультимедіа, книгарня, канцтовари, іграшки, сувеніри, розваги, шостий поверх — делікатеси (площа 7 000 м², 34 000 видів продуктів, понад 500 сортів хліба, понад 1 300 сортів сиру, 1 200 сортів ковбаси, 3 400 найменувань вина, 100 — кави, 350 — чаю тощо), сьомий поверх — ресторан.